# Full Circle (Xzibit)
Full Circle è il sesto album in studio del rapper statunitense Xzibit, pubblicato nel 2006.

## Tracce
1. Invade My Space (feat. Jelly Roll) – 5:17
2. Rollin' (feat. Jelly Roll) – 4:12
3. Ram Part Division – 4:04
4. Say It to My Face (feat. Don Blaze & Kurupt) – 4:09
5. The Donnell Rawlings Show (Skit) – 1:41
6. Scandalous Bitches – 3:04
7. Concentrate – 3:49
8. On Bail (feat. Daz Dillinger, Game & T-Pain) – 4:38
9. Family Values – 3:53
10. Black & Brown (feat. Jelly Roll) – 5:48
11. The Whole World – 4:21
12. Poppin' Off (feat. DJ Quik & King Tee) – 4:14
13. Movin' in Your Chucks (feat. Kurupt & Too $hort) – 4:55
14. Thank You – 5:00